# Secrétariat d'État à la Recherche, au Développement et à l'Innovation
Le secrétariat d'État à la Recherche, au Développement et à l'Innovation d'Espagne (en espagnol : Secretaría de Estado de Investigación, Desarrollo e Innovación) est le secrétariat d'État chargé des politiques en matière de Recherche entre 2008 et 2018.
Il relève du ministère de l'Économie, de l'Industrie et de la Compétitivité.

## Missions

### Organisation
Le secrétariat d’État s'organise de la manière suivante : 
- Secrétariat d'État à la Recherche, au Développement et à l'Innovation (Secretaría de Estado de Investigación, Desarrollo e Innovación) ; 
  - Secrétariat général de la Science et de l'Innovation (Secretaría General de Ciencia e Innovación) ;
  - Direction générale de la Politique de recherche, du Développement et de l'Innovation.

## Titulaires
| Titulaire | Titulaire              | Début      | Fin        | Parti | Ministre                       |
| --------- | ---------------------- | ---------- | ---------- | ----- | ------------------------------ |
|           | Carlos Martínez Alonso | 15/04/2008 | 05/12/2009 | Sans  | Cristina Garmendia             |
|           | Felipe Pétriz Calvo    | 05/12/2009 | 24/12/2011 | Sans  | Cristina Garmendia             |
|           | Carmen Vela Olmo       | 31/12/2011 | 19/06/2018 | PP    | Luis de Guindos Román Escolano |